# Konrad Haebler
Konrad Haebler, född 29 oktober 1857 i Dresden, död 13 december 1946 i Wehlen, var en tysk historiker, bibliotekarie och inkunabelforskare.
Haebler började sin bana 1879 vid kungliga biblioteket i Dresden, där han avancerade till förste bibliotekarie, kallades 1907 till överbibliotekarie vid kungliga biblioteket i Berlin och utnämndes 1908 till direktor där. Haebler invaldes 1911 som ledamot av Vetenskapssocieteten i Uppsala.
Haebler utgav en mängd betydande historiska och bibliografiska arbeten, särskilt rörande Spanien, bland annat Die wirtschaftliche Blüte Spaniens im 16. Jahrhundert und ihr Verfall (1888), Geschichte Spaniens unter den Habsburgern (band I, 1907; i Arnold Hermann Ludwig Heeren och Friedrich August Ukerts samling), The Early Printers of Spain and Portugal (1897), Tipografia ibérica del siglo XV (1901) och Bibliografia ibérica del siglo XV (1905). 
Efter Karl Dziatzkos död 1903 övertog Haebler utgivningen av "Sammlung bibliothekswissenschaftlicher Arbeiten", i vilken hans epokgörande typologiska arbete Typenrepertorium der Wiegendrucke (avdelning 1-2, 1905-08) utkom. Han var även ordförande i den av tyska regeringen tillsatta Kommission für den Gesamtkatalog der Wiegendrucke, som hade till uppgift att förbereda och leda utgivningen av en ny alla 1400-talstryck omfattande bibliografi. 
Av Haeblers övriga arbeten bör nämnas även Hundert Kalenderinkunabeln (1905), en samling enbladskalendrar från 1400-talet, utgiven i Strassburg tillsammans med P. Heitz, och Ett okänt ettbladstryck av Bartholomaeus Ghotan (i Allmänna svenska boktryckareföreningens "Meddelanden", 1908).